# Родис, Дирк
Дирк Родис (нем. Dirk Raudies; род. 17 июня 1964, Биберах-на-Рисе, Германия) — бывший немецкий мотогонщик, чемпион мира по шоссейно-кольцевых мотогонок серии MotoGP в классе 125сс 1993 года.

## Биография
Дирк дебютировал в мотоспорте участием в кубке Castrol-Cup в 1986 году, в котором он, выступая на Yamaha, финишировал пятым. В соревнованиях в следующем году был третьим. В сезоне 1988 года принимал участие в чемпионате Германии по шоссейно-кольцевых мотогонок в классе 125сс, где занял седьмое место. В этом же году выступал и на чемпионате Европы, на котором занял 13-е место. Несмотря на эти неутешительные результаты, следующий сезон Дирк начал на мотоцикле Honda, с которым был третьим в немецком чемпионате в 1989 году и первым в 1990 году.
В 1989 году Дирк дебютировал в чемпионата мира MotoGP в классе 125cc, заняв в общем зачете 15-е место. Лучшим результатом в сезоне было 6-е место на Гран-При Австрии. В 1990 году он был пятым в общем зачете, завоевав популярность в своей стране за занятое 2-е место на Гран-При Германии. Сезон 1991 года стал шагом назад в карьере немца — всего лишь 8-е место по итогам сезона.
В сезоне 1992 года Родис выиграл первое Гран-При в карьере — Гран-При Бразилии. По итогам сезона он стал шестым. Следующий сезон стал бенефисом спортивной карьеры Дыра: девять побед на этапах (Гран-При Австралии, Малайзии, Японии, Германии, Нидерландов, Сан-Марино, Великобритании, Италии и США), 280 очков и первое место в чемпионате.
Несмотря на такой большой успех, Родис не захотел переходить в высший класс, оставшись в 125сс. В 1994 году он выиграл три гонки, но постоянные технические проблемы с мотоциклом не позволили ему занять лишь четвертое место в чемпионате. Еще хуже пришел следующий сезон: лишь одна победы (Гран-При Нидерландов) и итоговое пятое место в сезоне.
Дирк Родис выступал еще два сезона, в которых занял 13-е и 25-е место, после чего завершил профессиональные выступления мотогонщика.